# Chilophaga
Chilophaga is een muggengeslacht uit de familie van de galmuggen (Cecidomyiidae).

## Soorten
- C. colorati (Felt, 1918)
- C. gyrantis Gagne, 1971
- C. tripsaci (Felt, 1910)